# Ausländer
«Ausländer» (с нем. — «Иностранец») — двадцать восьмой сингл немецкой Neue Deutsche Härte-группы Rammstein. Песня была выпущена в качестве третьего сингла с седьмого студийного альбома.

## Музыкальное видео
27 мая 2019 года на официальном канале группы на YouTube и аккаунте в Facebook были выложены проморолики с различными отрывками из клипа. Сам клип был выпущен 28 мая. Режиссёром музыкального видео выступил Йорн Хайтманн, снявший ранее для группы видео на песни Sonne, Ich Will, Mutter и другие.
Сюжет клипа перекликается с текстом песни, в котором рассказывается о неком мужчине, путешествующем по разным странам в целях секс-туризма. В клипе группа предстаёт в образе колонистов, которые причаливают к берегам Африки в спасательной шлюпке. На некоторых участниках группы можно заметить пробковый шлем — атрибут колониальных войск. Колонисты знакомятся с племенем и вождём, а затем устраивают охоту на животных и танцы. Тилль Линдеманн предстаёт в качестве миссионера, который обучает детей африканских жителей. Он также обучает жителей племени искусству, рисуя им картины. На протяжении видеоклипа коренные жители ухаживают за группой, устраивают танцы, охоту и пиршества. В конце клипа вся группа уплывает обратно, оставив на острове Кристиана Лоренца и рождённых от них детей, забрав с собой слоновые бивни — драгоценный материал, используемый для выделки предметов роскоши.

## Издания
- CD MAXI[6]

1. «Ausländer» — 3:51
2. «Radio» — 4:37
3. «Ausländer» (RMX by R3HAB) — 3:49
4. «Ausländer» (RMX by Felix Jaehn) — 3:28
5. «Radio» (RMX by twocolors) — 5:00

- MAXI VINYL 10[7]

1. «Ausländer» — 3:51
2. «Radio» — 4:37
3. «Radio» (RMX by twocolors) — 5:00

Примечания:
- Так как сингл Radio не выходил на физических носителях, он вышел вместе с Ausländer

## История выхода
| Страна    | Дата        | Формат                        | Лейбл     | № каталога | Прим. |
| --------- | ----------- | ----------------------------- | --------- | ---------- | ----- |
| Различные | 28 мая 2019 | цифровая дистрибуция стриминг | Universal | N/A        | TBD   |
| Различные | 31 мая 2019 | грампластинка                 | Universal | 7764268    | [ 8 ] |
| Различные | 31 мая 2019 | виниловый                     | Universal | 7788944    | [ 9 ] |

## Чарты

### Еженедельные чарты
| Чарт (2019)                                | Лучшая позиция |
| ------------------------------------------ | -------------- |
| Австрия (Ö3 Austria Top 40)                | 29             |
| Бельгия/Фландрия (Ultratip Bubbling Under) | 2              |
| СНГ (TopHit)                               | 83             |
| Германия (GfK)                             | 2              |
| Венгрия (Single Top 40)                    | 19             |
| Венгрия (Stream Top 40)                    | 29             |
| Швейцария (Schweizer Hitparade)            | 38             |
| Великобритания (OCC UK Rock & Metal)       | 29             |